# 芳野村 (茨城県)
芳野村（よしのむら）は茨城県那珂郡にかつて存在した村である。

## 地理
- 現在の那珂市の西部に位置する。

## 歴史

### 村域の変遷
- 1889年（明治22年）4月1日 - 町村制施行に伴い、飯田村・鴻巣村・戸崎村の3ヵ村が合併して、那珂郡芳野村が発足する。
- 1955年（昭和30年）3月31日 - 菅谷町・五台村・額田村・神崎村・戸多村・木崎村と合併し那珂町が発足する。同日芳野村が廃止される。

変遷表
| 1868年 以前 | 1868年 以前 | 明治22年 4月1日 | 昭和30年 3月31日 | 平成17年 1月21日 | 現在   |
| ----------- | ----------- | --------------- | ---------------- | ---------------- | ------ |
|             | 飯田村      | 芳野村          | 那珂町           | 市制             | 那珂市 |
|             | 鴻巣村      | 芳野村          | 那珂町           | 市制             | 那珂市 |
|             | 戸崎村      | 芳野村          | 那珂町           | 市制             | 那珂市 |

## 人口・世帯

### 人口
総数 [単位： 人]
| 1891年（明治24年） | 2,442 |
| 1920年（大正 9年） | 2,867 |
| 1935年（昭和10年） | 3,254 |
| 1950年（昭和25年） | 4,594 |

### 世帯
総数 [単位： 世帯]
| 1920年（大正 9年） | 603 |
| 1935年（昭和10年） | 623 |
| 1950年（昭和25年） | 863 |

## 交通

### 鉄道
- 日本国有鉄道（ → 東日本旅客鉄道）
  - ■水郡線
    - 常陸鴻巣駅

### 道路
- 二級国道
  - 国道118号